# Kasendorf

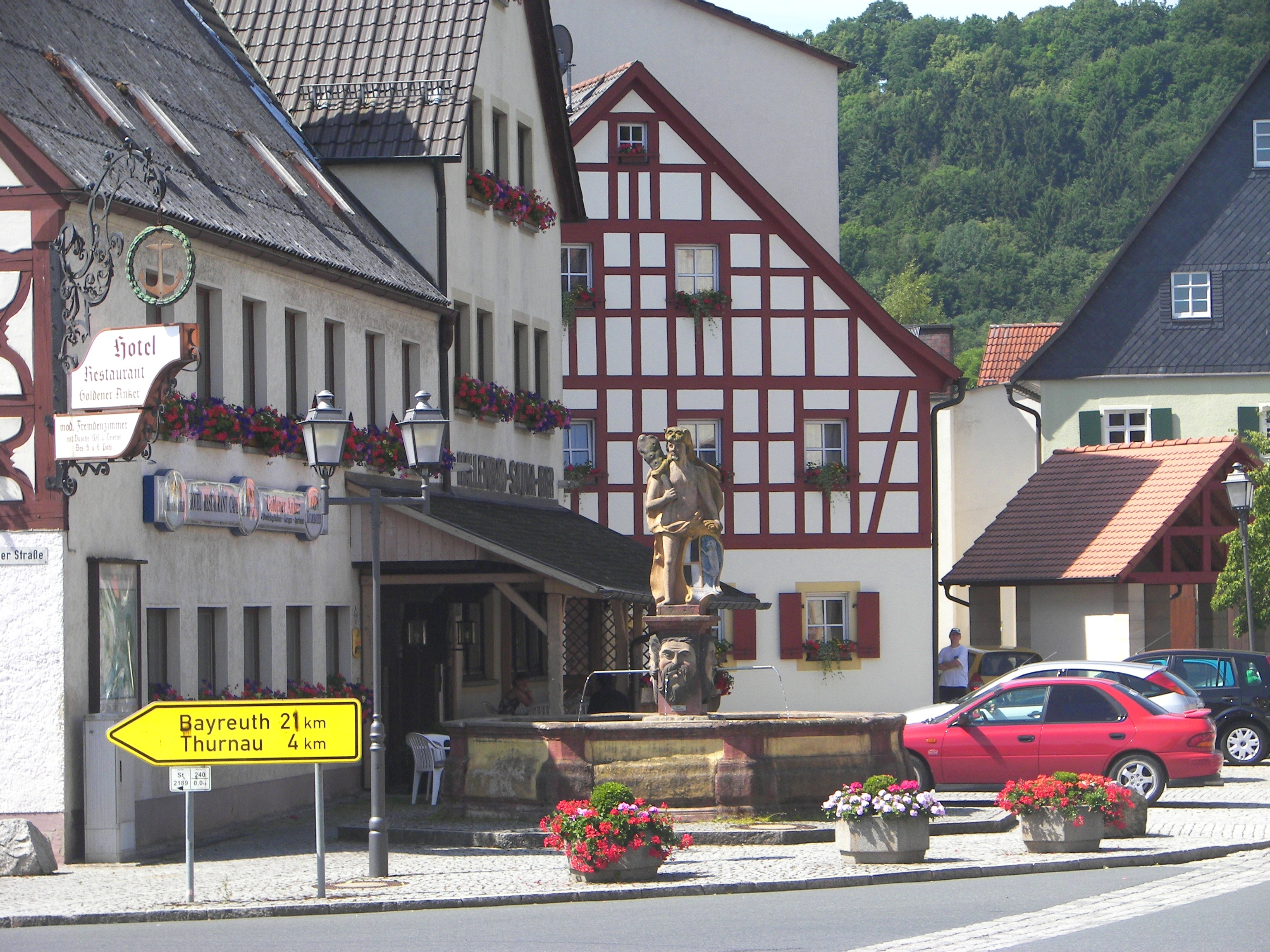
The centre of Kasendorf

Kasendorf là một đô thị thuộc huyện Kulmbach bang Bayern nước Đức

## Các khu vực dân cư
Kasendorf is arranged in the following boroughs:
| - Azendorf - Döllnitz - Heubsch - Kasendorf - Krumme Fohre - Lindenberg - Lopp | - Neudorf - Peesten - Reuth - Welschenkahl - Zultenberg |